# موصلية (كهرباء)
الموصلية الكهربائية أو الناقليّة النوعية أو التوصيلية الكهربائية (بالإنجليزية: Electrical Conductivity)‏ (يشار إليها بـ {\displaystyle \sigma } أو {\displaystyle \kappa }) هي كمية فيزيائية يميز قدرة مادة أو محلول على السماح للشحنات الكهربائية بالتحرك بِحُريَّة وبالتالي السماح بمرور تيار كهربائي.

## مبدأ فيزيائي
الموصلية الكهربائية هي مقلوب المقاومية. إن موصلية مادة متجانسة تساوي مواصلة موصل أسطواني مصنوع من هذه المادة، مقسومًا على قسمها، ومضروبًا في طولها.
من بين أفضل موصلات الكهرباء:
- الفلزّات (مثل الفضة أو النحاس أو الذهب أو الزئبق أو الألومنيوم) التي تكون حاملات الشحنة هي "الإلكترونات الحرة"؛
- المحاليل الكهرلية (وجود أيونات في المحلول). بالنسبة للأخيرات، تعتمد قيمة الموصلية على طبيعة الأيونات الموجودة في المحلول وتركيزاتها. يمكن قياس موصلية المحلول باستخدام مقياس الموصلية .

بعض المواد، مثل أشباه الموصلات، لها موصلية تعتمد على شروط فيزيائية أخرى، مثل درجة الحرارة أو التعرض للضوء، ...، إلخ تستخدم هذه الخصائص بشكل متزايد لإنتاج المستشعرات .
عندما تعتمد الموصلية على الاتجاه، يتم التعبير عنها على أنها كمية متجهة.

## الوحدة

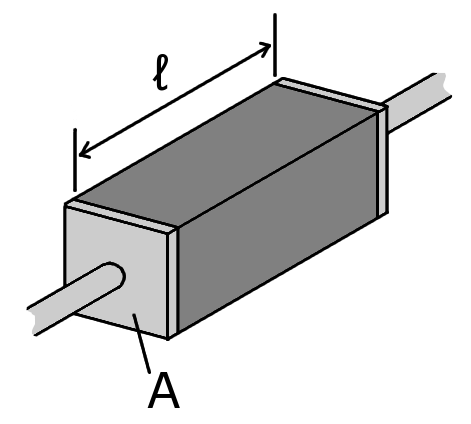
مخطط لموصلية الكهرباء

وحدة الموصلية في نظام الوحدات الدولي هي سيمنز لكل متر (S/m)، ولكن في أغلب الأحيان يعطي مقياس الموصلية النتيجة بالميلي سيمنز لكل سنتيمتر (mS/cm).

### الاستخدام الشائع
تستخدم على نطاق واسع في الكيمياء، وحدتها في النظام الدولي للوحدات (SI) هي سيمنز لكل متر (1 S/m = 1 A2·s3·m-3·kg-1). إنها نسبة كثافة التيار إلى سعة المجال الكهربائي. إنه معكوس المقاومية . الرمز المستخدم عمومًا للدلالة على الموصلية هو الحرف اليوناني سيغما "σ"، والتي تختلف حسب المواد من 108 S·m-1 إلى 10-22 S·m-1.
في موصل مثالي، تقترب σ من اللانهاية.

## تعبير
يسمح قانون نيرنست-أينشتاين بحساب الموصلية بدلالة الوسائط الأساسية الأخرى للمادة :
{\displaystyle \sigma ={\frac {DZ^{2}e^{2}C}{k_{\rm {B}}T}}}
حيث:
- {\displaystyle D} : معامل الانتشار للأنواع المشحونة المعتبرة؛
- {\displaystyle Z} : عدد الشحنات التي تحملها الأنواع؛
- {\displaystyle e} : الشحنة الأولية ، 1.602 × 10-19 كولوم؛
- {\displaystyle C} : التركيز المولي للأنواع بالأيونات / م³؛
- {\displaystyle k_{\rm {B}}} : ثابت بولتزمان، أي حوالي 1,3٬806 J⋅K-1؛
- {\displaystyle T} : درجة الحرارة المطلقة، معبراً عنها بالكلفن.